# James Marsters
Pour les articles homonymes, voir Marsters.
James Marsters est un acteur et chanteur américain, né le 20 août 1962 à Greenville (Californie). Il interprète notamment le rôle de Spike dans la série Buffy contre les vampires ainsi que dans son spin-off Angel.

## Biographie
James Marsters est né le 20 août 1962 à Greenville (Californie).
Il a une sœur aînée, Susan Marsters et un frère cadet, Paul Marsters.
Passionné de théâtre depuis son plus jeune âge, il fait ses études à la Davis High School à Modesto, en Californie, puis entre au Pacific Conservatory of the Performing Arts de Santa Monica (une école d'arts).
En 1982, il intègre la prestigieuse Juilliard School de New York mais se fait renvoyer.
Il part pour Chicago et joue dans plusieurs pièces de théâtre, débutant de façon professionnelle dans La Tempête de William Shakespeare en 1987.

### Vie privée
Il s'est marié en 1989 avec Liane Davidson, avec qui il a un fils, Sullivan, né le 10 mai 1996. Le couple a divorcé en 1997, après huit ans de mariage et dix ans de vie commune.
À partir de 2002, il a élevé sa nièce, qu'il considère comme sa propre fille.
Il se remarie le 14 janvier 2011 avec Patricia Jasmin Rahman (née le 18 avril 1986) - sa compagne depuis 2006, à Los Angeles lors d'une cérémonie civile.
Le couple entame une procédure de divorce en février 2021 après dix ans de mariage et quinze ans de vie commune.

## Carrière
Il fonde avec d'autres comédiens la compagnie New Mercury Theatre et s'établit ensuite à Seattle en 1990.
Il obtient son premier rôle à la télévision en 1992 dans la série Bienvenue en Alaska.
Il revient en Californie en 1997.
C'est en interprétant le rôle du vampire Spike, dans la série télévisée Buffy contre les vampires de 1998 à 2003 que James Marsters accède à la notoriété internationale. Son personnage, initialement prévu pour seulement quelques épisodes, devient rapidement populaire auprès du public et il est crédité au générique de la série de la saison 4 jusqu'à la septième et dernière saison. Il reprend ensuite son rôle dans la série dérivée Angel dans tous les épisodes de la cinquième et dernière saison (2003-2004).
Par la suite, il multiplie les apparitions dans des séries, essentiellement de science-fiction, et notamment dans 14 épisodes de Smallville, entre 2005 et 2010, dans Torchwood et dans Caprica.
En 2007, il interprète un second rôle dans P.S. I Love You et prête sa voix à Lex Luthor dans le film d'animation Superman: Doomsday.
En 2009, il joue le rôle de Piccolo dans Dragonball Evolution.
Dans les années 2010, il joue des rôles récurrents dans les séries Hawaii 5-0, Warehouse 13 et Witches of East End. Il retrouve par ailleurs Charisma Carpenter à l'occasion d'un épisode de Supernatural où ils jouent un couple de sorciers (2011).
En 2017, il fait partie de la distribution principale de la série Marvel's Runaways, renouvelée pour une deuxième saison.
Il est aussi un auteur-interprète : il est d'abord le leader du groupe Ghost of the Robot, dont l'album Mad Brilliant sort en 2003. En octobre 2004, quelques mois après la séparation du groupe, il commence à se produire en solo. Après un premier album solo, Civilized Man, sorti en avril 2005, il enregistre un second album, Like A Waterfall, sorti en octobre 2007.
En 2010, le groupe Ghost of the Robot est reformé et le deuxième album du groupe, Murphy's Law, sort en décembre 2011. Le troisième album de la formation, Bourgeois faux pas, sort en septembre 2015.

## Filmographie

### Cinéma

#### Longs métrages
- 1999 : La Maison de l'horreur (House on Haunted Hill) de William Malone : Le caméraman
- 1999 : Winding Roads de Theodore Melfi : Billy Johnson
- 2002 : Chance d'Amber Benson : Simon
- 2006 : Shadow Puppets de Michael Winnick : Jack
- 2007 : PS I Love You de Richard LaGravenese : John McCarthy
- 2007 : Superman : Le Crépuscule d'un dieu  (Superman: Doomsday) de Lauren Montgomery, Bruce Timm et Brandon Vietti : Lex Luthor (voix)
- 2009 : Dragonball Evolution de James Wong : Piccolo
- 2015 : Dragon Warriors de Maclain Nelson et Stephen Shimek : Lord Tensley
- 2016 : New Life de Drew Waters : William Morton
- 2018 : A Bread Factory Part 1 : Ce qui nous unit (A Bread Factory Part One : For the Sake of Gold) de Patrick Wang : Jason
- 2018 : A Bread Factory Part 2 : Un petit coin de paradis (A Bread Factory Part Two: Walk with Me a While) de Patrick Wang : Jason
- 2023 : Abruptio d'Evan Marlowe : Les Hackel (voix)

#### Court métrage
- 2019 : Grief de Laurie Magers : Tom

### Télévision

#### Séries télévisées
- 1992 - 1993 : Bienvenue en Alaska (Northern Exposure) : Bellhop / Révérend Harding
- 1995 : Medicine Ball : Mickey Collins
- 1997 : Moloney : Billy O'Hara
- 1998 - 2003 : Buffy contre les vampires (Buffy the Vampire Slayer) : Spike
- 1999 : Millennium : Eric Swan
- 1999 - 2004 : Angel : Spike
- 2001 : Ondes de choc (Strange Frequency) : Mitch Brand
- 2001 : Andromeda : Charlemagne Bolivar
- 2003 : Les nouvelles aventures de Spider-Man (Spider-Man Unlimited) : Sergei (voix)
- 2004 : La Famille Carver (The Mountain) : Ted Tunney
- 2005 - 2008/ 2010 : Smallville : Milton Fine / Brainiac / Brainiac 5
- 2007 : Saving Grace : Dudley Payne
- 2007 - 2008 : FBI : Portés disparus (Without a Trace) : Grant Mars
- 2008 : Torchwood : John Hart
- 2008 : Star Wars : The Clone Wars : Capitaine Argyus (voix)
- 2009 : Numbers : Damian Lake
- 2009 : Lie to Me : Pollack
- 2009 - 2011 : Super Hero Squad (The Super Hero Squad Show) : Mr Fantastic (voix)
- 2010 : Caprica : Barnabas Greeley
- 2010 - 2011 / 2014 / 2020 : Hawaii 5‐0 (Hawaii Five-0) : Victor Hesse
- 2011 : Supernatural : Donald Stark
- 2012 - 2014 : Métal Hurlant Chronicles : Bran Davis / Doc Rowan
- 2013 : Wedding Band : Declan Horn
- 2013 : Warehouse 13 : Professeur Sutton / Comte de St Germain
- 2013 : Scooby-Doo : Mystères associés (Scooby-Doo! Mystery Incorporated) : Un dandy / Le libraire (voix)
- 2013 : Ultimate Spider-Man : Korvac (voix)
- 2014 : Witches of East End : Mason Tarkoff
- 2015 : The Devil You Know : Révérend George Burroughs
- 2016 : Dragon Ball Super (Doragon bōru sūpā) : Zamasu (voix anglaise)
- 2018 : Runaways (Marvel's Runaways) : Victor Stein
- 2020 : The Order : Xavier, un des fils de Prométhée
- 2020 : La Bande à Picsou (DuckTales) : Nosferatu (voix)
- 2021 : Leverage : Redemption : Carl Bishop
- 2023 : Casa Grande : Miller Dalton

#### Téléfilms
- 2005 : Cool Money de Gary Burns : Bobby Comfort
- 2008 : The Capture of the Green River Killer de Norma Bailey : Ted Bundy
- 2009 : Mission Apollo 11, les premiers pas sur la Lune (Moonshot) de Richard Dale : Buzz Aldrin
- 2009 : Invasion au Far‐West (High Plains Invaders) de Kristoffer Tabori : Sam Danville
- 2011 : Three Inches de Jace Alexander : Troy Hamilton

## Voix françaises
- Serge Faliu dans :
  - Buffy contre les vampires (série télévisée)
  - Angel (série télévisée)
  - Smallville (série télévisée)
  - FBI : Portés disparus (série télévisée)
  - Numb3rs (série télévisée)
  - Dragon Ball Evolution
  - Lie to Me (série télévisée)
  - Alien Invaders (téléfilm)
  - Hawaii 5-0 (série télévisée)
  - Three Inches (téléfilm)
  - Métal Hurlant Chronicles (série télévisée)
  - Warehouse 13 (série télévisée)
  - Witches of East End (série télévisée)

et aussi
- Arnaud Bedouet dans PS I Love You

## Distinctions
Cette section récapitule les principales récompenses et nominations obtenues par James Marsters. Pour une liste plus complète, se référer à l'Internet Movie Database.

### Récompenses
- Saturn Awards 2001 : Saturn Award du meilleur acteur de télévision dans un second rôle pour Buffy contre les vampires
- Saturn Awards 2002 : Cinescape Genre Face of the Future Award pour Buffy contre les vampires
- 2002 : SFX Award du meilleur acteur de télévision pour Buffy contre les vampires
- Saturn Awards 2004 : Saturn Award du meilleur acteur de télévision dans un second rôle pour Buffy contre les vampires
- 2004 : SFX Award du meilleur acteur de télévision pour Buffy contre les vampires et Angel

### Nominations
- 2000 : Saturn Award du meilleur acteur de télévision dans un second rôle pour Buffy contre les vampires
- 2000 : Teen Choice Awards du meilleur second rôle dans une série pour Buffy contre les vampires
- 2002 : Saturn Award du meilleur acteur de télévision dans un second rôle pour Buffy contre les vampires
- 2002 : Teen Choice Awards du meilleur acteur dans une série dramatique pour Buffy contre les vampires
- 2003 : Satellite Award du meilleur acteur dans un second rôle - Série dramatique pour Buffy contre les vampires
- 2003 : Saturn Award du meilleur acteur de télévision dans un second rôle pour Buffy contre les vampires
- 2003 : Teen Choice Awards du meilleur acteur dans une série dramatique pour Buffy contre les vampires
- 2005 : Saturn Award du meilleur acteur de télévision dans un second rôle pour Angel